# Schweisfurth Stiftung
Die Schweisfurth Stiftung engagiert sich seit ihrer Gründung im Jahr 1985 durch den Unternehmer und Pionier Karl Ludwig Schweisfurth für eine zukunftsfähige Land- und Lebensmittelwirtschaft.

## Stiftungsauftrag
Die Schweisfurth Stiftung engagiert sich seit 1985 für eine zukunftsfähige Land- und Lebensmittelwirtschaft. Die operativ tätige Stiftung hat 35 Jahre Erfahrung in der Praxisforschung, im Projektmanagement und der Gestaltung von Dialogräumen. Themenschwerpunkte liegen auf den Bereichen artgerechte Tierhaltung von Nutztieren, Stadt-Land-Tisch (Verbindungen zwischen Stadt und ländlichem Raum stärken), Ernährungssouveränität sowie Umweltschutz und Gewässerschutz.
Die Stiftung setzt sich für ein Bewusstsein für den Wert von Lebensmitteln ein – dazu gehören sämtliche Themen rund um die Erzeugung, Verarbeitung, Verteilung und den Verbrauch von Lebensmitteln, über eine ökologische, handwerkliche Erzeugung, Fragen der Ernährungsgerechtigkeit bis hin zu einer ethisch verantwortbaren, tiergerechten Zucht und Haltung landwirtschaftlich genutzter Tiere. Daher fühlt sie sich Vordenkern der Zukunft ebenso verpflichtet wie Praktikern und Kunstschaffenden aus den Bereichen Ernährung, Gesundheit, Landwirtschaft, Tierzucht, Bildung und Erziehung.

## Struktur und Aktivitäten
Seit Juli 2020 ist Niels Kohlschütter (Agrarwissenschaftler mit Schwerpunkt Biodiversität und Gestaltung von nachhaltigen Wertschöpfungsräumen) Vorstand der Schweisfurth Stiftung. Er löste den Agrarethiker und Publizisten Franz-Theo Gottwald nach 35 Jahren Vorstandsarbeit ab. Karl Ludwig Schweisfurths Tochter Anne Schweisfurth (Sennerin, Pädagogin, Kuratorin im Hafenmuseum Speicher XI, Bremen) ist Kuratoriumsvorsitzende, und die Soziologin und geschäftsführende Gesellschafterin der anstiftung Christa Müller stellvertretende Kuratoriumsvorsitzende der Stiftung.
Die Schweisfurth Stiftung arbeitet operativ, d. h., dass sie im Rahmen ihrer Schwerpunkte artgerechte Tierhaltung, Ernährungssouveränität, Umweltschutz, soziale Innovationen für gute Stadt-Land-Beziehungen und ethische Prinzipien, die ökologischem Handeln zugrunde liegen, eigene Projekte initiiert und mit Partnern umsetzt.
Die Stiftung vergibt keine Stipendien und fördert keine Promotionen. Druckkostenzuschüsse können nur bei Publikationen gewährt werden, die aus geförderten Projekten hervorgegangen sind. Eine Förderung auf Antrag ist daher nicht möglich.

## Preise & Auszeichnungen
Von 1998 bis 2002 vergab Anne Schweisfurth in Kooperation mit der Vereinigung für Ökologische Ökonomie den Schweisfurth-Forschungspreis für Ökologische Ökonomie. Die Schweisfurth Stiftung vergibt zusammen mit der Lebensbaum Stiftung, der Assoziation ökologischer Lebensmittelhersteller e. V. und der Biofach jährlich den BioThesis Forschungspreis Bio-Lebensmittelwirtschaft, bei dem Bachelor-, Master- und Doktorarbeiten ausgezeichnet werden, die Ideen und Lösungsansätze für Nachhaltigkeitsfragen im Bio-Ernährungssektor bieten. Darüber hinaus vergibt die Stiftung finanziert aus den Mitteln des Wolfgang Staab-Naturschutzfonds seit 2015 jährlich den mit 20.000 Euro dotierten Wolfgang Staab-Naturschutzpreis für besondere Leistungen zugunsten einer nachhaltigen Entwicklung von Fluss- und Auenlandschaften. Seit 2007 zeichnet die Schweisfurth Stiftung jährlich Köche und Küchen im Rahmen des Projektes Tierschutz auf dem Teller® mit der Tierschutz-Kochmütze aus.
2002 verfassten Stifter Karl Ludwig Schweisfurth, Franz-Theo Gottwald und Meinolf Dierkes das Leitbild Agrar- und Ernährungskultur, das auch als konzeptioneller Hintergrund der Stiftungsarbeit dient. Die Stiftung ist Herausgeberin der Buchreihe Agrarkultur im 21. Jahrhundert, die im Metropolis-Verlag erscheint.
2013 erhielt die Stiftung den Münchner Umweltpreis. 2012 wurde die Stiftung für ihr Projekt Tierschutz auf dem Teller® als ausgewählter Ort im Wettbewerb „Deutschland – Land der Ideen“ ausgezeichnet. Außerdem wurde das Projekt Tierschutz auf dem Teller® in den Jahren 2011, 2012 und 2015 vom Rat für Nachhaltige Entwicklung mit dem Qualitätssiegel „Werkstatt N-Projekt“ ausgezeichnet.